# Greb om tiden - Metal 100 år
Greb om tiden - Metal 100 år er en dansk dokumentarfilm fra 1988 om Dansk Metal instrueret af Flemming Arnholm.